# Дајана Бошковић
Дајана Бошковић (Билећа, 11. април 1994) српска је одбојкашица из Републике Српске. Игра на позицији коректора и тренутно наступа за Црвену звезду.
Са селекцијом Босне и Херцеговине наступала је на ЕП 2021.
Старија је сестра Тијане Бошковић.